# Issoudun
Issoudun é uma comuna francesa localizada na região administrativa do Centro, no departamento de Indre. Estende-se por uma área de 36,60 km². Em 2010 a comuna tinha 11 982 habitantes (densidade: 327,4 hab./km²).

## Tour de France

### Chegadas
- 2009 :  Mark Cavendish